# Wendy Lower
Wendy Lower, née en 1965, est une historienne américaine. Ses travaux portent principalement sur l'histoire de la Shoah et de la Seconde Guerre mondiale, ainsi que sur l'histoire des femmes, des droits de l'homme et les études comparatives sur les génocides. Depuis 2012, elle est titulaire de la chaire John K. Roth au Claremont McKenna College de Claremont, en Californie, et devient en 2014 directrice du Mgrublian Center for Human Rights de Claremont. Depuis 2016, elle occupe le poste de directrice intérimaire du Jack, Joseph and Morton Mandel Center for Advanced Holocaust Studies au United States Holocaust Memorial Museum à Washington.

## Biographie
Wendy Lower obtient un doctorat en histoire européenne en 1999 à l'American University de Washington, DC. De 2000 à 2004, elle dirige des programmes de chercheurs invités au United States Holocaust Memorial Museum (USHMM). Elle est professeur adjoint à l'université de Towson, dans le Maryland, de 2004 à 2007. Elle vit ensuite en Allemagne et travaille au séminaire historique de l'université Louis-et-Maximilien de Munich. Professeure associée au Strassler Family Center for Holocaust and Genocide Studies de l'université Clark pendant l'année universitaire 2011-2012, elle est également titulaire depuis 2012 de la chaire John K. Roth au Claremont McKenna College en Californie. En 2014, elle est nommée directrice du Mgrublian Center for Human Rights à Claremont, directrice par intérim du Jack, Joseph and Morton Mandel Center for Advanced Holocaust Studies au United States Holocaust Memorial Museum à Washington, DC en 2016,.

## Travaux
Ses travaux portent principalement sur l'histoire de l'Allemagne, de la Pologne et de l'Ukraine. Son ouvrage Nazi Empire Building and the Holocaust in Ukraine retrace l'histoire de l'Ukraine pendant la Seconde Guerre mondiale, sous la direction du SS-Reichsführer Heinrich Himmler et met en valeur le rôle complexe des bureaucrates allemands, des militaires et de la population locale dans la mise en œuvre de la Shoah. Elle explore avec Hitler's Furies : German Women in the Nazi Killing Fields paru en 2013 le rôle des femmes allemandes dans les politiques génocidaires nazies en Pologne et en Union soviétique occupées. Isabel Kershner, dans le New York Times, estime que ses recherches « jettent un nouvel éclairage sur la Shoah du point de vue du genre [...] et soulignent  l'importance du rôle des échelons inférieurs dans l'appareil meurtrier nazi ».
L'ouvrage connaît un succès certain,,.